# Recopa Mineira 2022
La Recopa Mineira 2022 è stata la terza edizione di questa coppa dello Stato brasiliano del Minas Gerais organizzata dalla FMF.
Si è tenuta in gara unica allo Stadio Joaquim Portugal di São João del-Rei il 14 gennaio 2023 e ha visto contrapposti i campioni del Troféu do Interior dell'Athletic contro i vincitori del Troféu Inconfidência del Democrata-GV.
La finale è stata vinta per 1-0 dall'Athletic Club, che ha conquistato il titolo per la prima volta nella sua storia.

## Formula
Partita in gara unica. In caso di parità dopo i 90 minuti regolamentari sono previsti i tiri di rigore.

## Partecipanti
| Squadre      | Qualificazione                          | Partecipazioni precedenti |
| ------------ | --------------------------------------- | ------------------------- |
| Athletic     | Vincitore del Troféu do Interior 2022   | 0                         |
| Democrata-GV | Vincitore del Troféu Inconfidência 2022 | 0                         |

## Tabellino
| Arbitro: | Felipe Fernandes de Lima |

|                              |           |  |
| Gabriel Marques 90+2’ (aut.) | Marcatori |  |

| Athletic Club | Democrata |

|                 |    |                 |       |     |
|                 |    |                 |       |     |
| P               | 1  | Denivys         |       |     |
| D               | 2  | Patric          | 90+2’ | 80’ |
| D               | 3  | Danilo Cardoso  | 86’   |     |
| D               | 4  | Lucas Balardin  |       |     |
| D               | 6  | Alason Carioca  |       |     |
| C               | 5  | Diego Fumaça    |       |     |
| C               | 8  | Matheuzão       |       | 45’ |
| C               | 10 | Vini Locatelli  | 15’   | 64’ |
| A               | 7  | Welinton Torrão | 53’   |     |
| A               | 11 | Douglas Santos  |       | 75’ |
| A               | 9  | Sassá           |       |     |
| A disposizione: |    |                 |       |     |
| P               | 12 | Júlio César     |       |     |
| D               | 13 | Douglas Pelé    |       | 80’ |
| D               | 14 | Victor Sallinas |       |     |
| D               | 15 | Edson Alves     |       |     |
| D               | 16 | Vinícius Silva  |       | 75’ |
| D               | 21 | Rayan Ribeiro   |       |     |
| C               | 17 | Patrik Recife   |       |     |
| C               | 20 | Antônio Falcão  |       | 64’ |
| C               | 22 | Daniel de Pauli |       |     |
| A               | 18 | Felipe Micael   |       |     |
| A               | 19 | Gui Mendes      |       | 45’ |
| Allenatore:     |    |                 |       |     |
| Roger Silva     |    |                 |       |     |

|                 |                 |                   |       |     |
|                 |                 |                   |       |     |
| P               | 1               | Glaycon           |       |     |
| D               | 21              | Douglas Dias      | 83’   |     |
| D               | 22              | Rony Fernandes    |       | 80’ |
| D               | 4               | Gabriel Marques   | 57’   |     |
| D               | 14              | Léo Carioca       |       |     |
| C               | 17              | Nestor Mansur     |       |     |
| C               | 10              | Mateusinho        |       | 74’ |
| C               | 19              | Thiaguinho        |       | 80’ |
| A               | 18              | Gabriel Porquinho |       | 58’ |
| A               | 27              | Luiz Fernando     |       | 58’ |
| A               | 9               | Brandao           | 53’   |     |
| A disposizione: |                 |                   |       |     |
| P               | 12              | Lucão             |       |     |
| P               | 23              | Marcos Portilho   |       |     |
| D               | 2               | Wanderson Lima    |       | 80’ |
| D               | 3               | Rafael Caldeira   | 83’   | 80’ |
| C               | 5               | Gabriel Vieira    | 90+5’ | 74’ |
| C               | 8               | Fábio Kauê Pires  |       |     |
| C               | 11              | Bruninho          |       | 58’ |
| C               | 25              | Pedro Favela      |       |     |
| C               | 26              | Luann             |       |     |
| A               | 15              | Diego Fernandes   |       |     |
| A               | 7               | Pablinho          | 90+3’ | 58’ |
| Allenatore:     |                 |                   |       |     |
| Paulo Schardong | Paulo Schardong | Paulo Schardong   | 4’    |     |